# 캐런 매그너슨
캐런 다이앤 매그너슨(영어: Karen Dianne Magnussen, 1952년 4월 4일~)은 캐나다의 전직피겨 스케이팅 선수이다. 그녀는 1972년 올림픽에서 은메달을 땄고 1973년 세계 선수권 대회에서 우승했다.

## 개인 생활
매그너슨은 브리티시 컬럼비아주 밴쿠버에서 태어났다. 매그너슨은 사이먼 프레이저 대학교에서 운동요법을 연구했다.

## 선수 경력
그녀의 첫번째 코치는 헬무트 메이였다. 린다 브라우크만은 1965년에 그녀의 코치가 되었다. 매그너슨은 1968년 그르노블 동계 올림픽에서 7위를 했다. 그녀는 1969년 캐나다 선수권 대회에서 린다 카르보네토에게 졌다. 그녀는 1970년부터 1973년까지 캐나다 선수권 대회에서 메달을 4번 땄다. 그녀는 1971년 세계 선수권 대회에서 동메달을 획득했고, 1972년 세계 선수권 대회에서 은메달을 획득했다.

## 대회 성적
| Event            | 1965 | 1966 | 1967 | 1968 | 1969 | 1970 | 1971 | 1972 | 1973 |
| ---------------- | ---- | ---- | ---- | ---- | ---- | ---- | ---- | ---- | ---- |
| 동계 올림픽      |      |      |      | 7위  |      |      |      | 2위  |      |
| 세계 선수권 대회 |      |      | 12위 | 7위  |      | 4위  | 3위  | 2위  | 1위  |